# Jake Foy

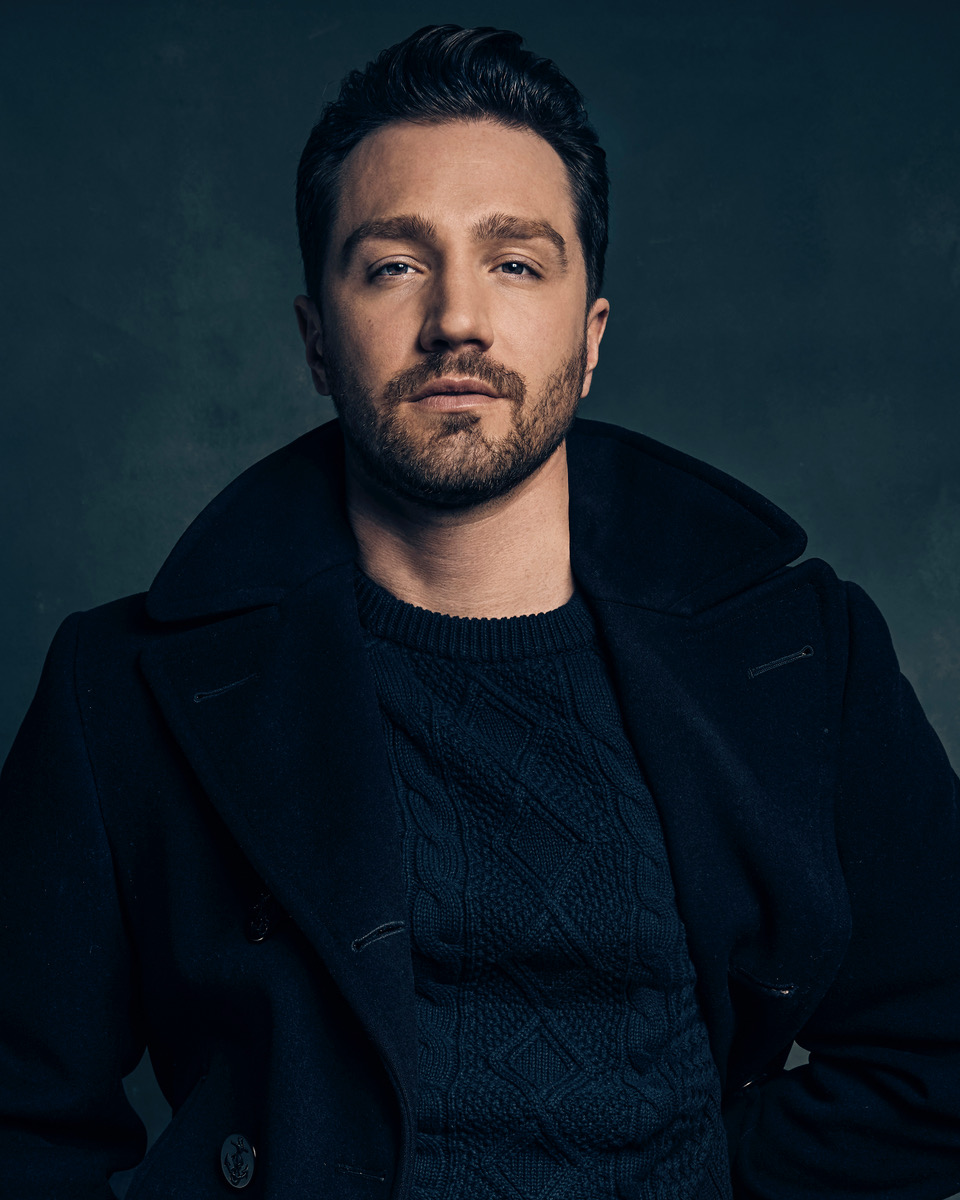
Jake Foy (2022)

Paul Jacob („Jake“) Foy (* 1. November 1990 in Niagara Falls, Ontario) ist ein kanadischer Schauspieler.

## Leben
Foy wurde in Niagara Falls, Ontario, geboren. Er hat Werbung und dann Design am Ontario College of Art & Design studiert. Foy hat einen Abschluss in Musiktheateraufführung am Sheridan College. Seit 2014 tritt er als Schauspieler in Erscheinung. Er ist vor allem in Fernsehserien zu sehen, sein Schaffen umfasst mehr als ein Dutzend Produktionen.

## Filmografie (Auswahl)
- 2014: God Willing (Kurzfilm)
- 2014: Miranda (Kurzfilm)
- 2015: Arrow (Fernsehserie, Episode 4x04)
- 2015: Minority Report (Fernsehserie, Episode 1x07)
- 2016: Ariel Unraveling (Kurzfilm)
- 2016: Star Trek Beyond
- 2016: Murdoch Mysteries – Auf den Spuren mysteriöser Mordfälle (Murdoch Mysteries, Fernsehserie, Episode 10x06)
- 2017: Reign (Fernsehserie, Episode 4x16)
- 2018: Frankie Drake Mysteries (Fernsehserie, Episode 2x09)
- 2019: In the Dark (Fernsehserie, Episode 1x10)
- 2019: Designated Survivor (Fernsehserie, 5 Episoden)
- 2019: Eat, Drink and be Married (Fernsehfilm)
- 2020: Love in Store (Fernsehfilm)
- 2021: Batwoman (Fernsehserie, Episode 2x18)
- 2021: A Little Daytime Drama (Fernsehfilm)
- 2022: Billy the Kid (Fernsehserie, Episode 2x18)
- 2022: When Christmas Was Young (Fernsehfilm)
- 2023: Ride (Fernsehserie, 10 Episoden)